# 克里斯蒂安·薩瓦尼

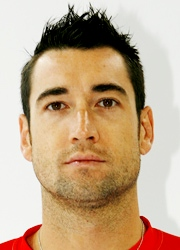
克里斯蒂安·薩瓦尼

克里斯蒂安·薩瓦尼（義大利語：Cristian Savani；1982年2月22日—）是一位意大利排球運動員。他也代表意大利國家男子排球隊參賽，參加了2012年奧運會的比賽。他在2013年4月4日有了自己的第一個孩子。